# Edgerton (Kansas)
Pour les articles homonymes, voir Edgerton.
Edgerton est une municipalité américaine située dans le comté de Johnson au Kansas. Lors du recensement de 2010, sa population est de 1 671 habitants.

## Géographie
Edgerton fait partie de l'aire métropolitaine de Kansas City.
Selon le Bureau du recensement des États-Unis, la municipalité s'étend en 2010 sur une superficie de 2,22 milles carrés (5,75 km2), dont 0,04 mille carré (0,1 km2) d'étendues d'eau.

## Histoire
Edgerton est fondée en 1870 lors de la construction du chemin de fer. La majorité des habitants de Lanesfield, qui voient le chemin de fer passer juste au sud-ouest du village, s'installent alors dans cette ville nouvelle. Le village de Lanesfield est rapidement abandonné mais son école existe toujours et est inscrite au Registre national des lieux historiques (NRHP).
Le bureau de poste de la ville ouvre également en 1870, sous le nom de Martinsburgh. Il adopte son nom actuel l'année suivante. Edgerton est nommée en l'honneur d'un ingénieur en chef de l'Atchison, Topeka and Santa Fe Railway,,.
À la sortie de la ville se trouve un autre monument inscrit au NRHP : la maison de John McCarthy, construite vers 1860 dans un style néogothique.

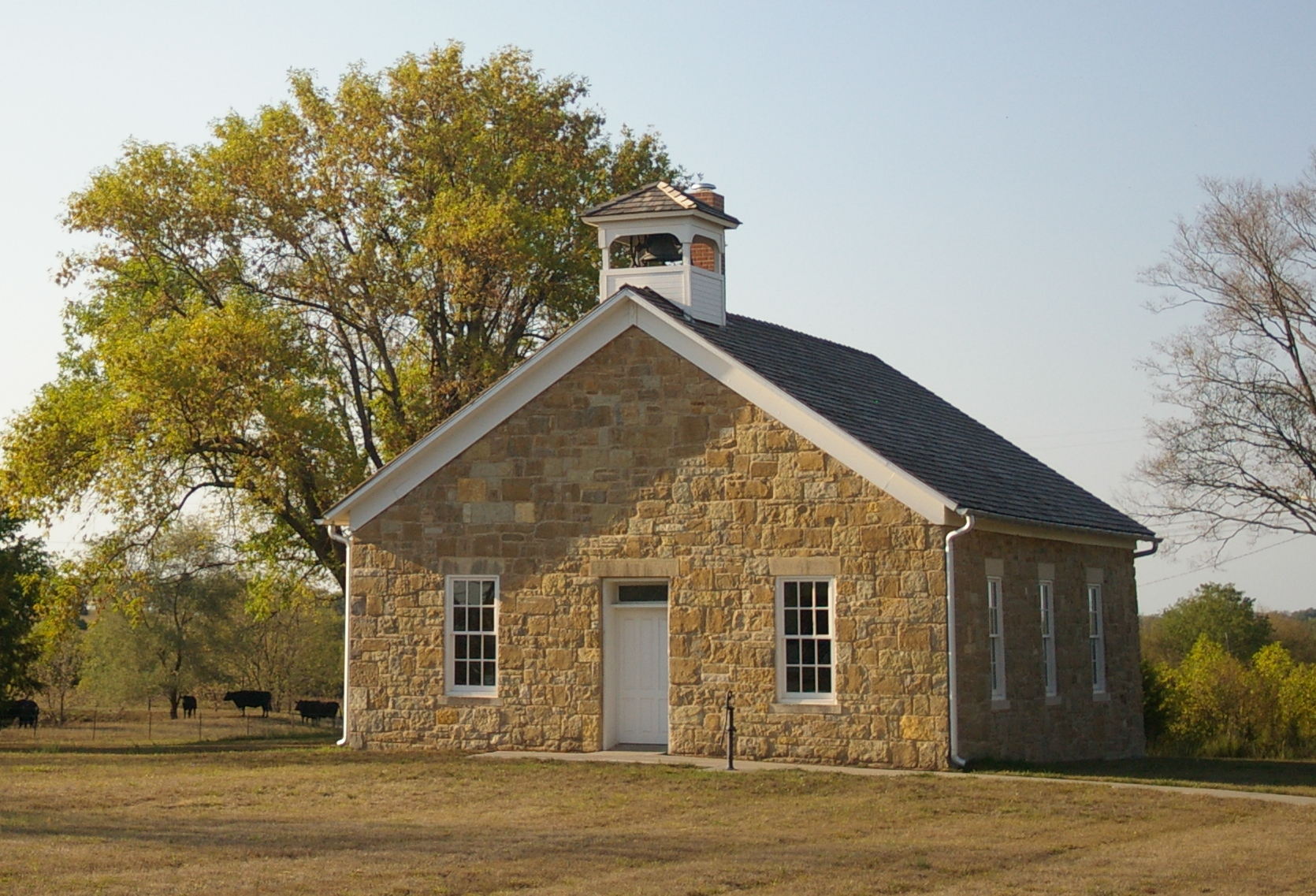
L'école de Lanesfield.
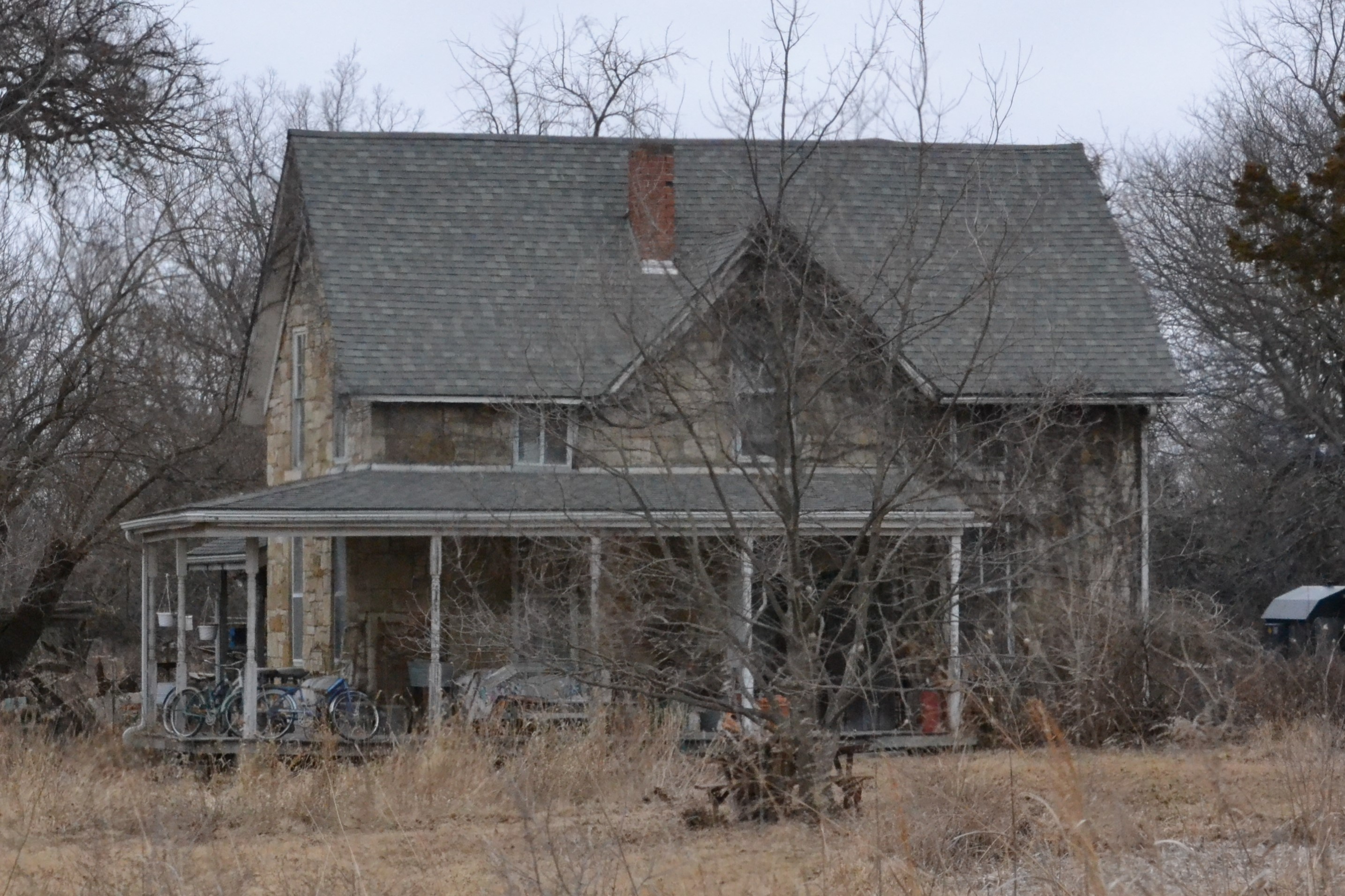
La maison McCarthy.

Depuis 2013, cette communauté plutôt rurale accueille un parc logistique d'envergure nationale, à proximité de l'Interstate 35. S'il créée près de 4 000 emplois, le parc est critiqué par les résidents locaux pour sa dénaturation du paysage.

## Démographie
Selon l'American Community Survey de 2018, la population d'Edgerton est particulièrement homogène : 98 % de ses habitants sont blancs et parlent l'anglais à la maison (contre 86,3 % et 88,3 % à l'échelle du Kansas, 76,3 % et 78,5 % à l'échelle du pays),. L'âge médian y est de 31,8 ans, six ans de moins que le chiffre national.
Malgré un revenu médian par foyer de 54 125 dollars, inférieur à celui du Kansas (57 422 dollars) et des États-Unis (60 293 dollars), Edgerton connaît un taux de pauvreté plutôt faible de 5,1 % (contre 12 % et 11,8 %),.